# 八神くんの家庭の事情
『八神くんの家庭の事情』（やがみくんのかていのじじょう）は、楠桂による日本の漫画、並びにそれを原作としたアニメ、及び原案としたテレビドラマ。『少年サンデー増刊号』にて1986年から1990年まで連載されていた。
単行本は少年サンデーコミックス全7巻（小学館）が発行されている。1993年にはスーパー・ビジュアル・コミックス全4巻（ビズコミュニケーションズジャパン）が、2006年には小学館文庫全4巻（小学館）が発行されている。
男子高校に通う八神裕司くんの家庭には、母親の野美が異常体質のせいか裕司と同世代か妹のように見えるという困った事情がある。マザコンに目覚めた裕司と周辺の人物が繰り広げる危ない騒動を、ギャグに包んた作品である。八神、五十里、四日市のように主要な登場人物の氏名のどこかに数字が使用されている。

## あらすじ
このあらすじは漫画を元に作成している。
八神くんの家庭の事情
男子校に通う高校生・八神裕司は年齢相応の容姿であるが、母親の野美は異常体質のせいか裕司と同世代か、妹のように見える。高校の校門で忘れ物のお弁当を手渡す際に、野美が級友に「母です」と話してしまう。級友たちにそそのかされ、裕司はマザコンに目覚める。
三者面談で四日市先生は野美に一目惚れしてしまう。担任でありながら、彼は野美が好きだと裕司に堂々と告げる。四日市は野美に裕司の父親・陽司との毎朝のキスを控えるように告げる。野美は裕司の疎外感を解消しようと、裕司にも毎日4回のキスをするようになる。
五十里真幸登場
女子のいない男子校ではバレンタインデーは鬼門であるが、バレンタインデーの当日、登校した裕司が靴箱を開くとチョコがあった。裕司の学校には「ブラッディバレンタイン」と称する男からチョコを贈られた生徒を捕らえて散々イビった末に全校挙げて無理やりに送り出すという、バレンタインデーに対する不満と欲求を晴らすことを目的とした行動をする悪しき伝統があり、裕司は学校から脱走しようとして付属の手紙を四日市に声を上げて読まれてしまう。差出人は五十里真幸（まさゆき♂？）となっており、遂に校門前に送り出されてしまうが、校門には可愛い女子高生「五十里真幸（まゆき♀）が待っている。ホっとした裕司の後ろには嫉妬に狂った男たちが迫っていた。
真幸は毎日校門で待っており、裕司は嫉妬に狂った男どもにリンチを受けて毎日傷だらけで帰宅することになる。級友たちが調べたところ裕司と別れた後、反対方向に移動して見失うなど、ほんの数100メートル一緒に歩くために待っていると聞かされて後ろめたさを感じた裕司は、自分は母親が好きで毎日キスをする関係だと打ち明ける。真幸が立ち去ろうとすると、四日市が「でも、もしきみが…素直な気持ちで僕の胸にとびこんできてくれるなら」とフォローし、真幸はバイクで裕司に飛び込んでくる。
裕司がカゼで休んでいるというので真幸がお見舞いに来る。真幸は野美を見てしばらく妄想を膨らませ、母ですと言われて愕然とする。姑には負けられないと真幸は裕司に迫り、あわやというところで級友が登場する。しかし、別れ際、級友に突き飛ばされた裕司は真幸と肉体的接触をしてしまう。
四日市の辞任騒動
野美の下着を賭けた野球対決で四日市は裕司の死球を受けて倒れる。木陰で野美に介抱され目をさました四日市は「心して聞いて下さい、ぼくは」と野美を抱き寄せ、「奥さん、ぼくは」と迫るが、野美ににっこりと「はい、なんでしょうか」と言われ次の言葉を失う。この会話は裕司を除く級友全員に聞かれていた。
級友は不倫成立を裕司に吹き込み、四日市もそれとなくほのめかす。この話は校長の知るところとなり、職員会議で四日市の辞任が決定される。朝礼の前に校長は裕司の級友から事の真実を聞かされる。校庭に集った全校生徒・職員の前で、四日市が「心して聞いて下さい、ぼくは」と言いかけると、裕司を除く全員が「はい、なんでしょうか」と唱和し、皆が知っていることが分かり「やめてやる」と叫ぶ。
七瀬密子登場
八神部長に片思いの七瀬密子の登場により、紆余曲折の結果、裕司は密子のターゲットになり、ドタバタが繰り返される。裕司は五輪に愛があればすべて許されると過激な思想を吹き込まれる。裕司は頭では野美に迫ろうとするが、体はこれまで通り自制モードになっており、支離滅裂な対応となり、医者を呼ばれる。
密子は裕司を誘い出し、涙を武器に裕司の同情を買い、抱きしめさせることに成功する。しかし、肝心なときに陽司さんと口走り、裕司は正気に戻る。密子と真幸は裕司を挟んだ女のバトルになり、密子のホテルに入ったという嘘に真幸は疑心暗鬼となる。裕司は真幸に好きだけど嫌いと平手打ちされ、その理由に思い悩む。級友にもそそのかされ、裕司は真幸と交際宣言をする。そのことを真幸に打ち明けると、返ってきたのはトリプルの平手打ちであった。
密子は野美に裕司との関係をほのめかし、八神家に招待される。いつの間にか裕司は密子とできていることになり、妊娠騒動に発展する。裕司と真幸との会話は少年誌禁止用語のオンパレードとなる。裕司は真幸を抱いてホテルの入り口でUターンし、密子とは何もないと説明する。
野美は密子の嘘をようやく理解する。野美は裕司の目を見ながら、「本当に好きなのは五十里さんだけね」と念を押す。それはマザコンの裕司にとっては拷問にも等しく、泣くしかない。
八百井刺激登場
四日市は校門のところで野美にそっくりな学生服姿の少年を見て、思わず抱きつく。しかし、転校生だった少年・八百井刺激はノーマルで四日市は殴り飛ばされる。裕司も同じパターンになる。八百井が2年生にリンチされそうなところに裕司が現れ、事なきをうる。八百井の心になにかが芽生える。
真幸は校門で八百井に出会い、お互いの顔を見て驚く。真幸は野美と勘違いし話しかけるが、八百井は「八神先輩に必要なのはこのおれだけなんだ」と言い、真幸を悲しませる。裕司は八百井とのキス騒動で寝込んでしまう。
真幸は見舞いに行くが、裕司は誰にも会いたくない状態である。そこに八百井がやってきて野美と対面し、お互いに「かわいい」となる。裕司と真幸はいいところまで行くが、そこに女装させられた八百井が現れる。こうして、裕司を挟む変則三角関係が生まれる。
野美のたっての頼みということで八百井が八神家にやってくる。しかし、女装をさせられ、裕司は真幸を部屋に残したまま対応せざるをえない。真幸は逃げ帰る。八百井は真幸に惹かれるようになり、第二の変則三角関係となる。裕司と八百井の決闘は真幸が裕司を抱きしめて決着する。
記憶喪失
裕司が大型トラックにはねられ記憶喪失となる。野美に抱きつかれて「どちらさまですか」状態である。級友、四日市、八百井に心配されて「もしかして、危ないマンガの主人公なのでは」と危ぶむ。しかし、真幸に思い出してと抱きつかれたとき何か記憶の手がかりが生まれ、真幸のキスで記憶が戻る。しかし、その内容は「腹違いの妹・真幸に惹かれながらも、住み込みの家政婦の野美とできている」という無茶苦茶なものであった。
裕司は着替え中の野美に抱きつき、駆けつけた真幸に張り飛ばされる。このショックで裕司は正しい記憶を取り戻すものの、不祥事を恥じて家出する。裕司には野美のなんでもしますという懸賞がかかり、追われることになり真幸に救出される。野美に「いいたいことがあったら、はっきりいって」と言われ、「おれは母さんが好きだあ～」と口にする。野美は「男が女にひかれる限り男はみんなマザコンなのよ」と軽く受け流してあぶない物語は終幕する。

## 登場人物
八神裕司（やがみ ゆうじ）
本作品の主人公。男子校に通う高校生。悪友たちに煽られるうちに実年齢よりはるかに若く見える実母・野美を異性として意識するようになり、自他共に認める立派なマザコンへと成長する。高校1年生のバレンタインに真幸からチョコをもらって以来プラトニックな交際を続けている。
八神野美（やがみ のみ）
裕司の実の母親で専業主婦。体質のせいか裕司の妹に間違えられるほど外見は若い。明るく優しく面倒見もよく、家事はプロ級。
八神陽司（やがみ ようじ）
裕司の父親で会社員。総務課所属、役職は部長。歳相応に渋い容姿で、大人の落ち着きをもった真面目な会社員。妻である野美とは結婚して20年近くなる現在でも互いに「野美ちゃん」「陽司くん」と呼びあい、起床・出勤・帰宅・就寝と日に4回もキスをしているアツアツ夫婦。
五十里真幸（いかり まゆき）
裕司のガールフレンド。ミリオン女学院という女子高に通っている。高校1年生のバレンタインに裕司にチョコを渡し交際を始める。二輪免許持ちでバイクに乗っている。
裕司に惹かれた切っ掛けは強引なナンパから助けられたことだが、これも裕司が意図して行ったことではなく、ナンパ男の後姿を一ヶ谷と間違えて突っ込んだ。
一ヶ谷一樹（いちがや かずき）、二村純二（ふたむら じゅんじ）、三宅勇三（みやけ ゆうぞう）
裕司のクラスメイトで悪友。一ヶ谷は大きな丸メガネと結んだ後ろ髪が特徴。二村は短い黒髪が特徴。三宅はたれ目で明るい髪が特徴。コメディリリーフで忍者のような行動を取る。
四日市明（よっかいち あきら）
裕司たちのクラスの担任。三者面談で野美に一目惚れし、あの手この手で野美を振り向かせようとするが余裕の笑顔でかわされる。
五輪一枝（いつわ かずえ）、二葉（ふたば）、三奈子（みなこ）
真幸のクラスメイト。一枝は黒髪のくせっ毛が特徴。二葉は肩までのストレートヘアが特徴。三奈子はカチューシャをしたウェーブヘアが特徴。真幸同様二輪免許持ちでバイクに乗っている。
万谷美方（まんたに よしのり）
通称美坊（よしぼう）。登場時13歳。スキンヘッドで強面の大男で、詰襟の制服を着ていても大学生にしか見えない。補導されかかっていた野美を助けて一目惚れする。四日市を兄のように慕っている。野美に失恋してジョギング暴走集団「百八竜」リーダーを経て陸上部に入り、後に世界記録保持者になったとのこと。
十和子（とわこ）
美坊の中学の先輩。陸上部。仮入部中に県大会出場予定の選手をはねて出場できなくした美坊を、代わりに県大会に出すため特訓する。
七瀬密子（ななせ みつこ）
23歳美人OL。上司である陽司に不倫願望を抱いており、その代替として裕司に迫る。クールな外見に反して暴走するタイプである。
八百井刺激（やおい しげき）
野美と瓜二つの男子生徒。裕司の2年後輩で転校生。裕司ともみあいになっているうちに裕司への好意に目覚め、真幸と対立する。
那由多（なゆた）校長
裕司たちの学校の校長。日の丸扇子をひらめかせている。問題行動を起こして退職の危機に陥った四日市を、全校朝礼でからかう。
二十重（はつえ）先生
裕司たちの学校の教師。ゲイで腕っぷしは強い。四日市に気があり、「四っちゃん」と呼んで追いかけている。
五輪（いつわ）
陽司の部下で密子の同僚。一枝の兄。密子にプロポーズする。見た目は悪くないのだがデリカシーに欠け、言ってはいけないワードを口にするため、密子からは相手にされていない。

## 書籍情報
- 楠桂『八神くんの家庭の事情』小学館〈少年サンデーコミックス〉、全7巻。
  1. 1987年8月18日発売、ISBN 4-09-121761-3[2][3]
  2. 1987年12月14日発売、ISBN 4-09-121762-1[4][5]
  3. 1988年6月18日発売、ISBN 4-09-121763-X[6][7]
  4. 1989年3月18日発売、ISBN 4-09-121764-8[8][9]
  5. 1989年12月14日発売、ISBN 4-09-121765-6[10][11]
  6. 1990年6月18日発売、ISBN 4-09-121766-4[12][13]
  7. 1990年8月18日発売、ISBN 4-09-121767-2[14][15]

- 楠桂『八神くんの家庭の事情』ビズコミュニケーションズジャパン〈スーパー・ビジュアル・コミックス〉、全4巻。ISBNはない。
  1. 1993年8月発行[16]
  2. 1993年9月発行[17]
  3. 1993年10月発行[18]
  4. 1993年11月発行[19]

- 楠桂『八神くんの家庭の事情』小学館〈小学館文庫〉、全4巻。
  1. 2006年7月発行、ISBN 4091960413[20]
  2. 2006年8月発行、ISBN 4091960421[21]
  3. 2006年9月発行、ISBN 409196043X[22]
  4. 2006年10月発行、ISBN 4091960448[23]

## イメージアルバム
- 八神くんの家庭の事情（H33K20111・1988年・キティレコード）
  - マザー・コンチェルト（モノローグ:矢尾一樹・ナレーション:楠桂）
  - エキセントリック・ハート（歌:成清加奈子）
  - 黒い青春（はる）（歌:花の男子校生）
  - バレンタイン・サーキット（歌:矢尾一樹・川村万梨阿）
  - 男節（歌:とまとあき）
  - 恋に堕ちて（音楽＋モノローグ:神谷明）
  - オンリイYOUのMEのYOU（歌:本多知恵子）
  - 欲望総進撃（インストゥルメンタル）
  - 主よ、人の望みのおろかさを（歌:ラブ・イズ・オーケー聖歌隊）
  - 「裕ちゃんを責めないで」（ドラマ）
  - マザコン・ダンディ（歌:すぺぺ）
- 八神くんの家庭の事情 PART2（H32K20122・1988年・キティレコード）
  - ウェディング・ベルを抱きしめて（ヒルビリー・バップス 歌:宮城宗典）
  - ドラマ「青春りっしんべん」
  - 初恋～涙のSWEET HEART～（歌:川村万梨阿）
  - 変だな～美坊 in Blue～（歌:変田二郎）
  - 天使の御膳立て～I want you!～（歌:マイケル林田さん）
  - お父さんはヒーロー（歌:楠児童合唱団と社員ズ）
  - 東洋人Xのテーマ（歌:とまとあき）
  - 母を訪ねて（歌:矢尾一樹）
  - ドラマ「マザコンクエスト」
  - Dear Friend （ヒルビリー・バップス 歌:小西竜太郎）
- 八神くんの家庭の事情 PART3（H00K20164・1989年・キティレコード）
  - 愛一途（歌:小笠原ちあき）
  - 鏡の中のコンプレックス（モノローグ:佐々木望）
  - いつまでも君と（歌:山本正之）
  - 少女・純情（モノローグ:川村万梨阿）
  - おやすみなさい（歌:とまとあき&はったり聖歌隊）
  - GET LOVE（インストゥルメンタル コーラス:山際よしこ、館野江里子）
  - RETURN OF MITSUKO（モノローグ:鶴ひろみ）
  - MOTHER TREE（インストゥルメンタル）
  - ドラマ「戦え! ウルトラエイト」
  - 私がヒロイン（歌:楠桂）
  - RETURN OF MITSUKO （インストゥルメンタル）
- 八神くんの家庭の事情 完璧ベストコレクション（KTCR-1122-4・1991年）
  - 3枚組・ポリグラム
    1. ベストソング・リミックス
    2. ベストソング・リミックス（カラオケ）
    3. ドラマ・コレクション

## アニメ
1990年にVHS、LDにてOVA化された、2003年にはDVDも発売。

### キャスト
- 八神裕司：矢尾一樹
- 八神野美：本多知恵子
- 五十里真幸：川村万梨阿
- 四日市明：神谷明
- 八神陽司：若本規夫
- 七瀬密子：鶴ひろみ
- 八百井刺激：佐々木望
- 一ヶ谷一樹：岩田光央
- 二村純二：堀川亮
- 三宅勇三：佐藤浩之

### スタッフ
- 監督：貞光紳也
- 脚本：遠藤明範
- 作画監督：黄瀬和哉
- 美術監督：多田喜久子
- 音響監督：明田川進
- 音響効果：倉橋静男（サウンドボックス）
- 録音：浅利公治
- 音楽：新田一郎、米光亮、工藤隆
- プロデューサー：矢部敦志、石川光久
- 制作協力：I.Gタツノコ
- 制作：キティフィルム三鷹スタジオ
- 製作：キティビデオ

### 作品リスト
- この息子にこの母
  1. あばかれた母の秘密
  2. 海より深い母の愛
  3. 眠れない思春期の夜
- 恋におちて
  1. 禁じられた恋の野望
  2. キスはママの味
  3. 血染めのバレンタイン
- 恋の狩人・だけどOL
  1. 不倫でゴメンね
  2. あまりにも危険なマザコン宣言
  3. 密子ふたたび……

## テレビドラマ
1994年10月11日から1995年2月7日までABC・テレビ朝日系列の火曜ドラマ枠で放映された。全11話。
上記のあらすじにもあるように、原作は「異常に若く見える母親」という点が設定の根幹を占めているが、本作で八神野美を演じたのは当時40歳過ぎの夏木マリであった。また、「マザコンではない息子と子離れの出来ていない母親」や「実は魔女」といった原作にはない設定を次々と加え、にもかかわらず原作の一部を予告に使うという不可解な演出に原作ファンからの批判が集中した。ついには原作者である楠桂が「自分はドラマ版のストーリーには何ら関知していない」と声明を出し、スタッフテロップの「原作：楠桂」という表記が「原案：楠桂」となる異例の事態となった。
当初は10月11日開始、12月終了予定だったが、平均視聴率は7.8%(
ビデオリサーチ関東地区調べ)と低迷し、11月22日はFIVBワールドスーパーバレー男子準決勝「オランダ対日本」の中継で、12月放送分も特番休止となり、放送終了も一旦は1995年1月31日へ延期となった。
その為、放送話の差し替えが発生し、「17歳のクリスマスキッス」は本来なら12月13日に放送される筈だったのが11月29日へ、逆に11月29日以降に放送される筈だった「真幸の恋人出現!」以降のエピソードは1995年1月10日以降へそれぞれ差し替えとなった。こう言った処置が出来たのも、本作が1話完結形式のフォーマットだったから可能だったと言える。
しかし、1995年1月17日には阪神・淡路大震災報道特番で放送を休止したため、放送期間が一週再延期となり、最終回は1995年2月7日に放送された。
ちなみに、CM前のジングルは夏木のヒット曲『絹の靴下』のアウトロを使用している。
放送30年後(放送終了29年後)の2024年1月27日に作者はX(旧Twitter)のポストで「途中で観るのを止めたので最終回は知らない」と、最後まで観ていなかった事を語っていた(その翌日補足のコメントがポストされた。)。

### キャスト
- 八神裕司：国分太一
- 八神野美：夏木マリ
- 五十里真幸：持田真樹
- 四日市明：マイケル富岡
- 五十里純一：山本淳一（光GENJI） - 真幸の兄。ドラマオリジナルキャラクター。
- 花代：円城寺あや
- 八神陽司：角野卓造
- 萬田園子：吉沢瞳 - ドラマオリジナルキャラクター。

### スタッフ
- 脚本：桃井章、今井詔二、小林政広
- 演出：辻理、大井利夫、郷田美雄
- プロデューサー：片岡公生、
- 制作：MITストーンヒルズ、ABC

### 主題歌・挿入歌
オープニングテーマ
「Oh! Yes キスをしようよ」（歌：川添智久）
作詞：高井良斉／作曲：川添智久／編曲：川添智久、神長弘一
エンディングテーマ
「時代をよろしく!」（歌：TOKIO）
作詞：城島茂、山田ひろし／作曲：都志見隆／編曲：西脇辰弥
挿入歌
「そばにいられたなら」（歌：児島未散）
作詞：児島未散／作曲：石川寛門／編曲：須貝幸生

### サブタイトル
| 各話   | 放送日         | サブタイトル              |
| ------ | -------------- | ------------------------- |
| 第1話  | 1994年10月11日 | ボクはマザコン!ママは魔女 |
| 第2話  | 1994年10月18日 | 真幸のバトル作戦          |
| 第3話  | 1994年10月25日 | 母子のエッチ騒動          |
| 第4話  | 1994年11月1日  | マザコン禁断症状          |
| 第5話  | 1994年11月8日  | 真幸の強敵出現!?          |
| 第6話  | 1994年11月15日 | 不純異性交遊反対          |
| 第7話  | 1994年11月29日 | 17歳のクリスマス・キッス! |
| 第8話  | 1995年1月10日  | 真幸の恋人出現!           |
| 第9話  | 1995年1月24日  | 学園はH大騒動!            |
| 第10話 | 1995年1月31日  | 裕司に死の宣告!           |
| 第11話 | 1995年2月7日   | 恋かマザコンか            |

| 朝日放送制作・テレビ朝日系 火曜ドラマ    | 朝日放送制作・テレビ朝日系 火曜ドラマ                 | 朝日放送制作・テレビ朝日系 火曜ドラマ                 |
| 前番組                                   | 番組名                                                | 次番組                                                |
| ---------------------------------------- | ----------------------------------------------------- | ----------------------------------------------------- |
| 幽霊女子高生 （1994年9月13日・20日放送） | 八神くんの家庭の事情 (1994年10月12日 - 1995年2月7日） | 恋人をつくる100の方法 (1995年2月14日 - 1995年3月21日) |

### ネット局
| 放送対象地域  | 放送局           | 系列           | 備考                      |
| ------------- | ---------------- | -------------- | ------------------------- |
| 近畿広域圏    | 朝日放送         | テレビ朝日系列 | 制作局 現・朝日放送テレビ |
| 関東広域圏    | テレビ朝日       | テレビ朝日系列 |                           |
| 北海道        | 北海道テレビ     | テレビ朝日系列 |                           |
| 青森県        | 青森朝日放送     | テレビ朝日系列 |                           |
| 宮城県        | 東日本放送       | テレビ朝日系列 |                           |
| 秋田県        | 秋田朝日放送     | テレビ朝日系列 |                           |
| 山形県        | 山形テレビ       | テレビ朝日系列 |                           |
| 福島県        | 福島放送         | テレビ朝日系列 |                           |
| 新潟県        | 新潟テレビ21     | テレビ朝日系列 |                           |
| 長野県        | 長野朝日放送     | テレビ朝日系列 |                           |
| 静岡県        | 静岡朝日テレビ   | テレビ朝日系列 |                           |
| 石川県        | 北陸朝日放送     | テレビ朝日系列 |                           |
| 中京広域圏    | 名古屋テレビ     | テレビ朝日系列 |                           |
| 広島県        | 広島ホームテレビ | テレビ朝日系列 |                           |
| 山口県        | 山口朝日放送     | テレビ朝日系列 |                           |
| 香川県 岡山県 | 瀬戸内海放送     | テレビ朝日系列 |                           |
| 福岡県        | 九州朝日放送     | テレビ朝日系列 |                           |
| 長崎県        | 長崎文化放送     | テレビ朝日系列 |                           |
| 熊本県        | 熊本朝日放送     | テレビ朝日系列 |                           |
| 大分県        | 大分朝日放送     | テレビ朝日系列 |                           |
| 鹿児島県      | 鹿児島放送       | テレビ朝日系列 |                           |